# حمیدالله امین
حمیدالله امین (متولد ۱۹۴۱) سیاستمدار و جغرافیدان افغانستانی از ولسوالی بگرامی، ولایت کابل است. او از سال ۲۰۰۸ تا ۲۰۱۶ رئیس دانشگاه کابل بود. وی قبل از ماجرت از افغانستان در سال ۱۹۸۸، عضو هیئت مدیره دانشگاه بود و کتاب خود تحت عنوان جغرافیای زراعتی افغانستان را نیز در این دوران نوشت.

## زندگینامه
حمیدالله امین در سال ۱۹۴۱ م. یا ۱۳۲۰ ش. در یکی از قریه‌های ولسوالی بگرامی، ولایت کابل متولد گردید. او تحصیلات ابتدایی خویش را در مکتب دقیقی گذراند سپس برای ادامه تحصیلات متوسطه راهی لیسه حبیبیه (دبیرستان) شد. در سال ۱۳۳۹ به دانشکده ادبیات و علوم بشری دانشگاه کابل راه یافت و در سال ۱۳۴۲ از دپارتمان تاریخ و جغرافیای آن دانشکده فارغ التحصیل شد. در سال ۱۳۴۷ موفق به اخذ مدرک فوق لیسانس جغرافیا از دانشگاه دورام انگلستان شد.
پس از بازگشت در دانشگاه کابل به عنوان معاون و سپس رئیس دانشکده ادبیات و علوم بشری مشغول به کار شد . در سال ۱۳۵۵ به مدت دو سال در دانشگاه نبراسکا ایالات متحده تدریس کرد، در طول این مدت او مشغول به چاپ بهترین اثر خود جغرافیای افغانستان بود . در سال ۱۹۸۸ به استرالیا رفت و به مدت ۱۴ سال در دانشگاه دانشگاه مک‌کواری تدریس کرد.
در سال ۱۳۸۵ پس از بازگشت دوباره به افغانستان به عنوان مشاور وزارت تحصیلات عالی مشغول شد، در سال ۱۳۸۶ به عنوان رئیس امتحانات و از سال ۱۳۸۷ تا ۱۳۹۵ به عنوان ریاست دانشگاه کابل مشغول به فعالیت بود.
دکتر حمیدالله در زمان خود تلاش‌های فراوانی برای افزایش جمعیت دانشجویان افغان علی‌الخصوص دانشجویان زن در آموزش عالی افغانستان انجام داده‌است.

## آثار
- کتاب جغرافیای زراعتی افغانستان، کابل، ۱۳۵۲
- کتاب جغرافیای اقتصادی افغانستان، پشاور، ۱۳۸۲